# Politik i Tyskland

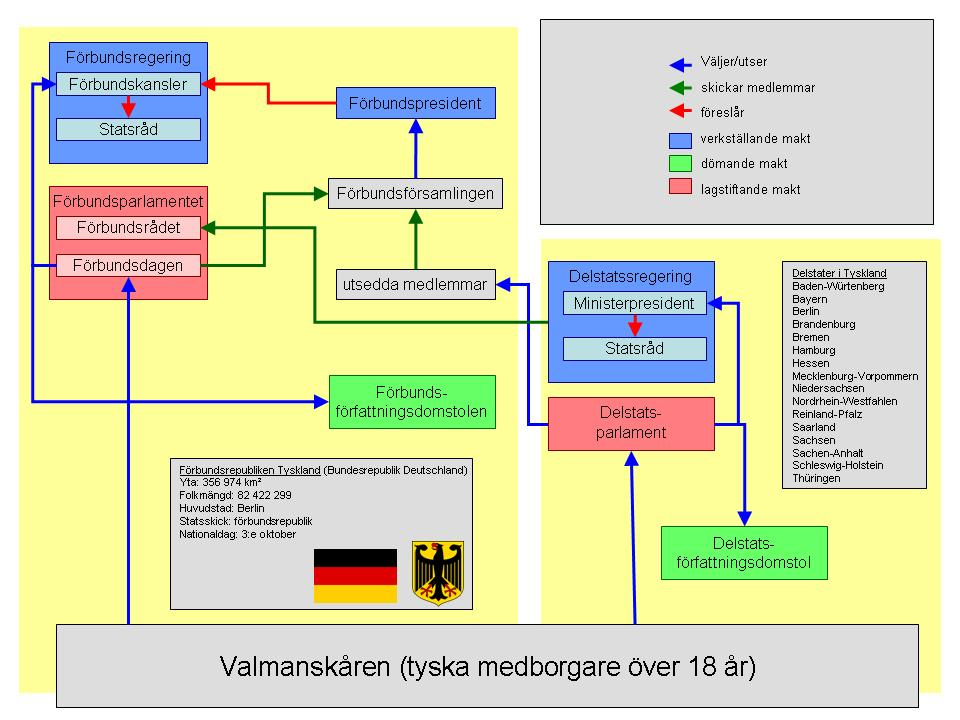
Schematisk översikt över Tysklands statsskick.

Förbundsrepubliken Tyskland (Bundesrepublik Deutschland) är en förbundsstat (Bundesstaat) med långtgående autonomi för de sexton förbundsländerna (Bundesländer) och dessas underordnade förvaltningsnivåer. Tyskland är en parlamentarisk demokrati och de allmänna valen som hålls vart fjärde år är proportionella partival med inslag av personval. Koalitioner mellan politiska partier som under valkampanjen konkurrerat är oftast nödvändiga för att en regering skall kunna bildas.
Förbundsdagen (Bundestag) är den ena av de bägge kamrarna i det tyska parlamentet. Den väljer förbundskanslern (Bundeskanzler, femininum: Bundeskanzlerin), som i sin tur bestämmer den strategiska inriktningen för förbundsstatens in- och utrikespolitik samt nominerar förbundets statsråd. Förbundspresidenten (Bundespräsident, femininum: Bundespräsidentin) är Tysklands statschef och har med få undantag endast representativa uppgifter. 
Nuvarande förbundskansler är, sedan december 2021, Olaf Scholz. Förbundspresident är sedan mars 2017 Frank-Walter Steinmeier.  Förbundets uppgifter och institutioner samt ansvarsfördelningen mellan förbund och delstater regleras i den tyska grundlagen (Grundgesetz). Den högsta dömande instansen är förbundsförfattningsdomstolen (Bundesverfassungsgericht) som vakar över grundlagen.

## Grundvärden
I grundlagen fastslås ett antal absoluta strukturprinciper som är en central del av Tysklands politiska system och offentliga förvaltning. Dessa principer skyddas av en så kallad evighetsgaranti och kan inte bli föremål för en grundlagsändring. Strukturprinciperna slår fast att människans värde och värdighet är okränkbart. Övriga principer behandlar Tysklands status som förbundsstat och rättsstat.
Varje delstat i Tyskland har egna lagstiftande, verkställande och dömande instanser, vilket understryker det faktum att politik i Tyskland förs på två olika nivåer: på förbundsnivå och på delstatsnivå. 
Tyskland betecknas i somliga sammanhang även som en partidemokrati. Begreppet betonar partiernas starka roll i Tysklands politiska system. Dessa föreslår kandidater för politiska ämbeten och har inflytande över personalstrukturen inom offentlig förvaltning och domstolar.
Folkomröstningar är inte tillåtna på federal nivå, med undantag för frågor gällande förändrad sammansättning av delstaterna. På regional och kommunal nivå bidrar folkomröstningar till förändringar av politik som gäller den egna regionen. 

### Parlamentarism
Tyskland betecknas som en parlamentarisk demokrati eftersom förbundskanslern väljs av parlamentet. Till skillnad från presidentialistiska statsskick har förbundspresidenten nästan bara representativa funktioner.

### Förbundsstat
Tyskland har historiskt sett en lång federal tradition. Innan Tyskland grundades karakteriserades den politiska förvaltningen i det tysk-romerska riket av små mer eller mindre självständiga furstendömen. Nazityskland hade däremot starka centralistiska inslag; i kontrast mot den maktfördelningen påbjöd segermakterna efter andra världskriget att Tyskland skulle återgå till det beprövade federala systemet. Denna maktfördelning är inskriven i grundlagen och den skyddas av evighetsprincipen och går således icke att ändra. De efter 1946 grundade delstaterna i de västra ockupationszonerna förenades 1949 till Förbundsrepubliken Tyskland (Västtyskland). Redan då hade delstaterna egna författningar, regeringar, parlament och domstolar. 
Uppgiftsfördelningen mellan förbund och delstater bör ske utifrån subsidiaritetsprincipen, vilken förespråkar att politiska beslut skall fattas på lägsta ändamålsenliga nivå. Trots detta har förbundet stor bestämmanderätt inom många områden. Men exempelvis de flesta polisiära frågorna, kommunal rätt samt utbildnings- och kulturpolitik regleras på delstatsnivå. Maktfördelningen mellan förbund och delstater kallas vertikal maktstruktur, till skillnad från den horisontella maktfördelningen mellan statliga organ inom en och samma nivå. Den vertikala maktfördelningen är typisk för Tysklands politiska system. På förbundsnivå representeras delstaternas intressen av den andra parlamentskammaren, förbundsrådet (Bundesrat), vilket trots sina arbetsuppgifter räknas till ett av förbundsorganen. Dess uppgifter regleras således i förbundsrätt och inte i delstaternas enskilda lagstiftningar.
Förbundsstatens utformning är alltid föremål för debatt i Tyskland. Förbundsrådets roll diskuteras och huruvida en del av den makt som förbundsrådet innehar skall föras åter till delstaterna. I 2006 års federalismreform omstrukturerades en stor del av maktfördelningen mellan förbund och delstater.

### Stridbar demokrati
När den nuvarande grundlagen skrevs försökte man ta konsekvenserna av Weimarrepublikens rättssystem med sin uteslutande rättspositivistiska lagstiftning, det vill säga att varje lag kunde ändras av lagstiftaren. En del av den nya grundlagen utgörs således av de näst intill naturrättsliga strukturprinciperna. Strukturprinciperna skall skyddas av varje statlig institution och motståndare kan drabbas av sanktioner, antingen genom förbud (av organisationer, politiska partier och så vidare) eller genom straffrättsliga påföljder. 
Grundlagen behandlar även envars enskilda rätt att som en sista möjlighet värja sig mot försök att störa den allmänna ordningen.

## Det politiska systemet på federal nivå

### Grundlagen som förbundsförfattning
Tysklands grundlag fick namnet "Grundgesetz" (istället för "Verfassung") för att understryka lagens provisoriska karaktär. Egentligen var tanken att vänta med att skriva en förbundskonstitution till dess de båda tyska staterna var återförenade. Grundlagsprocessen började med att befälhavarna i de västra ockupationszonerna gav Frankfurtdokumenten till samtliga delstaters ministerpresidenter. I dessa dokument fordrades en grundlag som påbjöd en demokratisk, federal rättsstat med ett utarbetat skydd för den enskildes fri- och rättigheter. Författningen skrevs av det parlamentariska rådet (Parlamentaristischer Rat). Mest omdebatterad var hur makten mellan förbund och delstater skulle fördelas. Den 23 maj 1949 trädde grundlagen i kraft och gällde i hela den dåvarande förbundsrepubliken. Egentligen skulle den bara gälla till återföreningen av Väst- och Östtyskland, men efter att DDR (Deutsche Demokratische Republik) eller Östtyskland integrerats i förbundsrepubliken bestämde man sig för att behålla grundlagen i befintligt skick, eftersom den bedömdes ha tjänat sitt syfte väl i över 40 år.
De första nitton paragraferna behandlar mänskliga och medborgerliga rättigheter. Därefter behandlas Tysklands politiska system och fastslår vilka befogenheter de politiska organen och ämbetena skall erhålla. Paragraf 79 innehåller den så kallade evighetsgarantin som skyddar vissa artiklar mot förändring; övriga paragrafer kan ändras genom omröstningar i parlamentet. Över två tredjedelar av ledamöterna i förbundsdagen och förbundsrådet måste då rösta för en förändring för att denna skall kunna omsättas. Förbundsförfattningsdomstolen övervakar att grundlagen inte bryts.

### Lagstiftande organ på förbundsnivå: förbundsdagen och förbundsrådet
Tysklands parlament på förbundsnivå stiftar förbundslagar och vakar över statsbudgeten. Parlamentet utgörs av förbundsdagen och förbundsrådet. Det är endast ledamöterna i förbundsdagen som väljs direkt av folket och i och med det formellt sett har ett fritt mandat. Ledamöterna i förbundsrådet har ett så kallat imperativt mandat, vilket innebär att de måste ta hänsyn till påbud från delstaterna. Förbundsrådet har inte lika stort inflytande över lagstiftningen som förbundsdagen, och utgör således inte en andra kammare som direkt kan jämföras med förbundsdagen. 
Förbundsförsamlingen (Bundesversammlung) består av ett lika stort antal av förbundsdagsledamöter och utsända representanter från delstatsparlamenten (de sistnämnda behöver emellertid inte vara ledamöter i delstatsparlamenten). Förbundsförsamlingens enda uppgift är att välja förbundspresidenten, som alltså inte, till skillnad från i många andra länder, väljs i allmänna val. Även domare på förbundsnivå väljs av speciella domarutskott i förbundsdagen och förbundsrådet.

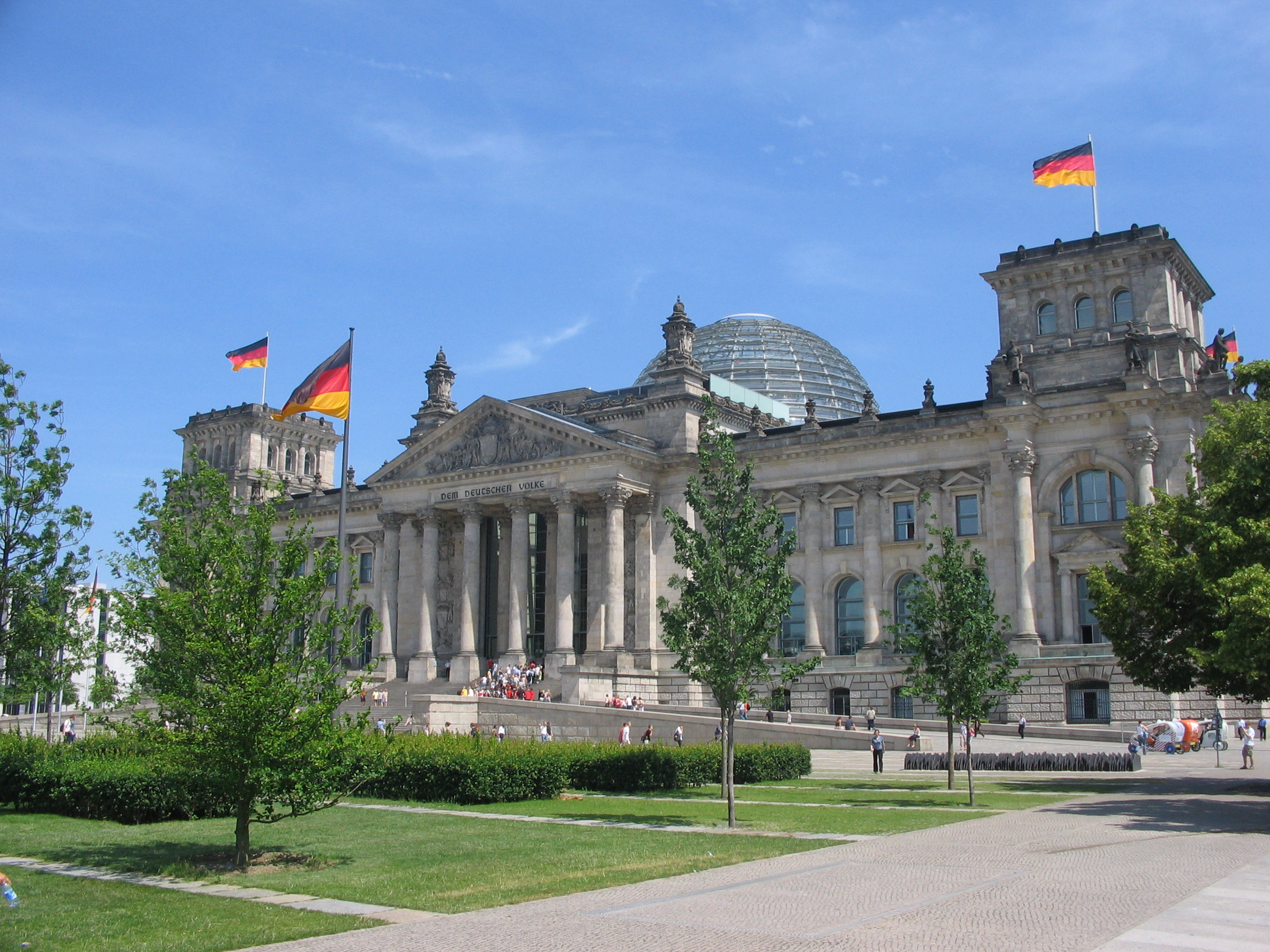
Förbundsdagen har säte i Riksdagshuset i Berlin.

#### Förbundsdagen
Förbundsdagen stiftar lagar, väljer förbundskansler, och, som en del av förbundsförsamlingen, förbundspresident. Utöver detta vakar den över statsbudgeten, kontrollerar regeringen, beslutar om militära insatser, bildar utskott för lagberedning samt kontrollerar de statliga underrättelsetjänsterna.
En enskild ledamot har förvisso enligt grundlagen ett fritt mandat; han eller hon kan inte tvingas att rösta i enlighet med sitt parti i sakfrågor. De facto påverkas dock den enskilda ledamoten av en stark partigruppsdisciplin. Ett partis ledamöter kommer oftast överens om en gemensam röstningsstrategi inför viktiga omröstningar och lagbeslut. De ledamöter som inte håller sig till denna strategi kan drabbas av politiska sanktioner: en ny mandatperiod blir till exempel svår att erhålla om man motarbetas av det egna partiet. Ansvaret för disciplinen inom en partigrupp (Fraktion) vilar på gruppens ordförande.

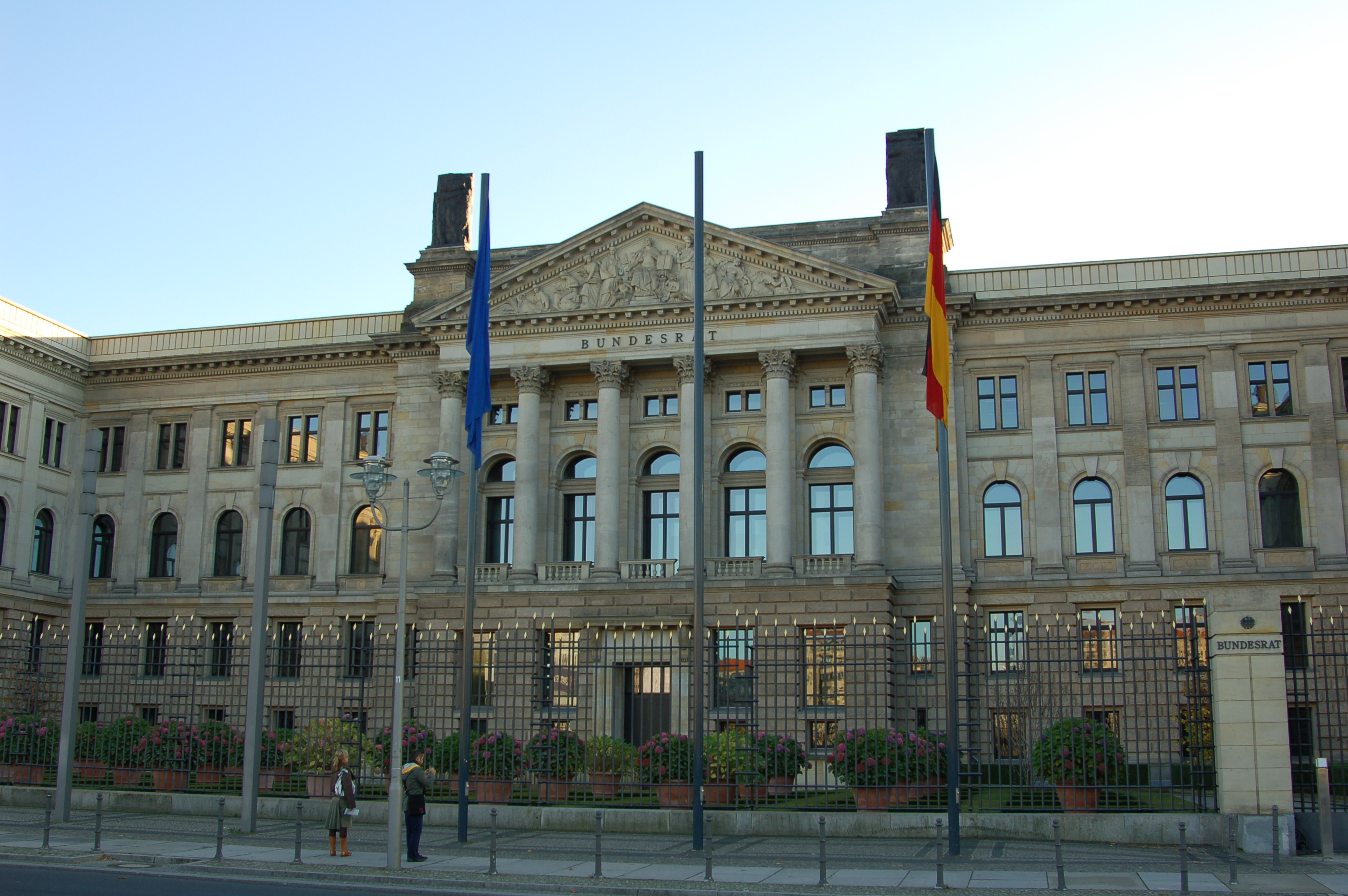
Förbundsrådet sammanträder i ”Herrenhaus” i Berlin.

#### Val till förbundsdagen
På valdagen har varje röstberättigade person två röster som kallas "Erststimme" (första rösten) och "Zweitstimme" (andra rösten) för att rösta fram de 598 politiker som sitter i förbundsdagen. Den första rösten lägger man på en kandidat i sin valkrets, det finns 299 valkretsar i hela Tyskland och varje valkrets omfattar ca 250 000 människor. Den kandidat som får flest röster i sin valkrets blir ledamot av förbundsdagen. Den andra rösten är dock den viktigare rösten eftersom den bestämmer hur många mandat varje parti får i förbundsdagen. När rösterna har räknats så får alltså partierna sina mandat enligt den andra rösten (Zweitstimme). Har ett parti exempelvis fått 40 % av de andra rösterna så får partiet 40 % av platserna i förbundsdagen. När det sedan gäller frågan vilka personer som ska sitta på de platser som det partiet har fått så kommer den första rösten (Erststimme) in i bilden för det är partiets kandidater som har vunnit sin valkrets som får sitta på partiets platser. Har partiet platser kvar efter att valkretsvinnarna har tillsatts så intas dessa platser av namnen som står högst uppe på partilistan.
Det är vanligt förekommande att man lägger den första och andra rösten på olika partier, detta kallas för "Stimmensplitting" (röstuppdelning). I förbundsdagsvalet 2005 använde ca en fjärdedel av alla väljare denna möjlighet. Det vanliga i det fallet är man lägger den första rösten på ett stort parti och den andra rösten på ett mindre parti. Framförallt mindre partier så som FDP eller De Gröna fick fler andra röster än första röster.
I en del böcker och publikationer kan man läsa att hälften av platserna till förbundsdagen tillsätts via första rösten och att den andra halvan tillsätts via andra rösten, detta skriver exempelvis Marie Demker och Arne Halvarson i boken Statsskicket i elva länder. Detta är dock ett förenklat resonemang eftersom det är den andra rösten som avgör hur många mandat ett parti får i förbundsdagen.
I undersökningar har det visat sig att många väljare i Tyskland missförstår det tyska valsystemet, enligt statsvetaren Olof Pettersson är det ca hälften som inte vet att den andra rösten är viktigare. Många tror att den första rösten skulle vara viktigare eftersom den just heter "Erststimme" (första rösten), men i själva verket är det den andra rösten (Zweitstimme) som avgör maktfördelningen mellan partierna i förbundsdagen.

#### Förbundsrådet
Förbundsrådets ledamöter sänds ut av delstatsregeringarna. Förbundsrådet grundades för att säkerställa delstaternas inflytande över stiftandet av nya förbundslagar, när dessa påverkar delstaternas status och angelägenheter. Det har vetorätt; dock skiljer man på lagförslag som kräver förbundsrådets godkännande och de som inte kräver det. Förbundsrådets veto mot det senare kan röstas ned i förbundsdagen. 
Varje delstat har beroende på folkmängd mellan tre och sex röster i förbundsrådet, vilka måste avges enhetligt i omröstningar. Om de regerande partierna i en delstat inte kommer överens om hur deras förbundsrådsdelegation skall förhålla sig i en omröstning, avstår de vanligtvis från att rösta, vilket de facto räknas som en nejröst. Vid konflikter mellan förbundsdagen och förbundsrådet kan ett medlingsutskott åberopas. Ordförande i förbundsrådet är förbundsrådspresidenten, som också är ställföreträdande förbundspresident.

#### Lagstiftningsprocessen i Tyskland
Förslag till nya lagar kan läggas av förbundsdagen (av en partigrupp eller ett fastställt minimum av ledamöter), förbundsregeringen eller förbundsrådet. De två sistnämnda måste presentera förslagen för varandra innan förbundsdagen tar del av dem. När ett väl ett förslag lagts fram för förbundsdagen genomgår den tre ”läsningar”.
Utskotten diskuterar möjligheter till olika ändringar och inom varje partigrupp kommer man överens om en gemensam röstningsstrategi. Om förbundsdagen bifaller lagen i slutomröstningen efter den tredje läsningen går förslaget vidare till förbundsrådet. Om inte förbundsrådet förkastar lagförslaget eller åberopar medlingsutskottet kan lagen ratificeras och således träda i kraft. 
Vikten av förbundsrådets omröstning beror på om förbundsrådets gillande krävs för lagförslaget (zustimmungsbedürftige och nicht zustimmungsbedürftige Gesetze). Om förbundsrådet avslår ett lagförslag som godkänts i förbundsdagen, men som kräver förbundsrådets godkännande, åberopas medlingsutskottet som försöker finna en kompromiss mellan förbundsdagens och förbundsrådets ståndpunkter. Om förbundsrådet röstar emot även ett sådant kompromissförslag kan inte lagen antas. Om lagförslaget däremot inte är beroende av förbundsrådets gillande kan förbundsdagen rösta emot förbundsrådets ogillande och på så sätt få igenom lagen mot förbundsrådets vilja. 
När lagförslaget godkänts undertecknas det av förbundspresidenten, som med sin namnteckning bekräftar att lagen kommit till under grundlagsenliga former. Om presidenten är övertygad om att förslaget strider mot grundlagen kan han eller hon åberopa en oberoende kommission som prövar lagen mot grundlagens bestämmelser.
Förbundsregeringen eller enskilda statsråd kan ge ut förordningar som baseras på stiftade lagar. 
Förutom förbundslagar har också Europeiska unionens förordningar direkt laga kraft i Tyskland. EU:s direktiv räknas till skillnad från förordningarna inte som direkta lagar, utan måste omsättas genom tysk lagstiftning.

#### Regleringar i nödsituationer
De så kallade nödsituationslagarna (Notstandsgesetze) trädde i kraft 1968 och var ett steg mot att säkerställa att Tyskland förblir handlingskraftigt även i en nödsituation. När landet till exempel tvingas att försvara sig mot yttre angrepp kan ett gemensamt utskott av förbundsdagen och förbundsrådet fungera som ett provisoriskt parlament (motsvarande krigsdelegationen i Sverige).

### Verkställande organ på förbundsnivå

#### Förbundspresidenten
Förbundspresidenten är Tysklands statschef. Till skillnad från Weimarrepublikens rikspresident (Reichspräsident) har grundlagen försett förbundspresidenten med en relativt svag position i det politiska systemet. Förbundspresidentens uppgifter är huvudsakligen av representativ karaktär. Förbundspresidenten kan agera som en medlare mellan stridande koalitionspartier, det är även han eller hon som formellt sett utlyser nyval om en koalition spricker. Det är huvudsakligen i politiska tal som förbundspresidenten kan utöva direkt politiskt inflytande.
Förbundspresidenten väljs av förbundsförsamlingen och har en mandatperiod på fem år. Samma person kan inneha förbundspresidentens ämbete i högst två mandatperioder.

#### Förbundsregeringen
Förbundsregeringen implementerar lagar och förordningar som har antagits av parlamentet.
Varje medborgare har rätt att genom förvaltningsdomstolarna (Verwaltungsgerichte) låta pröva regeringens konkreta handlande i ärenden som rör just honom eller henne. Liksom som alla andra politiska statsorgan måste förbundsregeringen hålla sig till grundlagen. Om någon finner sina mänskliga rättigheter kränkta av statens agerande, kan vederbörande, efter att ha vänt sig till lägre rättsliga instanser, vända sig till förbundsförfattningsdomstolen som prövar det statliga agerandet mot grundlagen.
Utöver förbundsregeringen med förbundskanslern som ordförande räknas även förbundspolisen (Bundespolizei), författningsskyddsmyndigheten (Bundesamt für Verfassungsschutz) och den militära försvarsmakten (Bundeswehr) till de verkställande organen på förbundsnivå.

#### Förbundskanslern
Förbundskanslern är regeringschef i förbundsregeringen. Han eller hon väljs av förbundsdagens ledamöter. De ledamöter som röstar för den tillträdande kanslern kallas för kanslermajoritet (Kanzlermehrheit) och består mestadels av de partier som ingår i regeringskoalitionen. Förbundskanslern utser och entledigar sina statsråd och bestämmer även inriktningen på förbundets in- och utrikespolitik.
Förbundskanslern kan avsättas genom nyval eller genom ett så kallat konstruktivt misstroendevotum (konstruktives Misstrauenvotum). Förbundsdagen visar i ett sådant fall huruvida förbundskanslern fortfarande har majoritetens förtroende. Om så ej är fallet ersätts förbundskanslern av den kandidat som erhåller en majoritet av förbundsdagens röster. Ett misstroendevotum utan förslag på ersättande kanslerkandidat kallas för destruktivt misstroendevotum och har aldrig ägt rum sedan förbundsrepublikens bildande. På förbundsnivå har endast ett enda konstruktivt misstroendevotum lett till att sittande förbundskanslern ersatts av en ny kandidat. 
1982 förlorade förbundskansler Helmut Schmidt (SPD) koalitionspartnern FDP:s förtroende och ersattes av Helmut Kohl (CDU).
Förbundskanslern kan själv pröva förbundsdagens förtroende genom att ställa en förtroendefråga (Vertrauensfrage). Om förbundskanslern inte erhåller förbundsdagens förtroende upplöses förbundsdagen och förbundspresidenten utlyser nyval. I tre fall har förbundskanslerns förtroendefråga lett till nyval:
1. Willy Brandt förlorade 1972 en förtroendefråga i förbundsdagen men hans parti (SPD) vann många röster i det påföljande nyvalet och Brandt kunde sitta kvar som förbundskansler.
2. Helmut Kohl förlorade 1982 en förtroendefråga efter skakiga koalitionsförhandlingar med den nya partnern FDP, som dessförinnan hade röstat emot förbundskanslern Helmut Schmidt. Även Kohl vann det påföljande nyvalet och förblev förbundskansler i sexton år.
3. 2005 förlorade Gerhard Schröder (SPD) en förtroendefråga han hade ställt med anledning av SPD:s betydande tillbakagång i delstatsparlamenten. Nyvalet uttryckte inte valmanskårens klara ställningstagande för eller emot en fortsatt regering under förbundskansler Schröder utan ledde till långdragna förhandlingar och till slut till att Angela Merkel ersatte Schröder som förbundskansler i en så kallad stor koalition (große Koalition) med socialdemokrater och kristdemokrater.

Förbundskanslern är den mäktigaste enskilda personen i Tyskland. I och med att han eller hon har stöd av majoriteten i förbundsdagen kan han eller hon utöva stort inflytande över förbundsrepublikens politik. Förbundskanslerns position kan dock inte jämföras med exempelvis den brittiska premiärministerns eller USA:s presidents. Eftersom förbundsrådet kan ha en annan politisk sammansättning än förbundsdagen och regeringen kan detta sätta käppar i hjulet för en förbundskansler som vill få igenom sina förslag.

#### Förbundsministerierna
Förbundsministerierna (Bundesministerien) organiserar förbundets förvaltning. Förbundsministern (Bundesminister, femininum: Bundesministerin) är chef för ett ministerium och innehar den politiska ledningen inom ministeriets sakområde. En annan viktig grupp befattningshavare inom ministerierna är statssekreterarna.
Även om ministeriets ledning är politiskt betingad har dess förvaltning ett relativt stort mått av politiskt oberoende i sitt arbete. De statsanställda tjänstemännen inom förvaltningen har stort inflytande på det arbete som bedrivs och har en stark rättslig ställning som statsanställda (Beamtenrecht). 
Förbundskanslern bestämmer hur många ministerier som skall dela på olika uppgiftsområden.

### Dömande organ på förbundsnivå
Tysklands domstolar måste i de flesta fall åberopas för att agera i en sakfråga. Domar baseras på förbundets lagar och förordningar. Förbundsdomare (Bundesrichter) utses av domarutskottet (Richterausschuss) och är oberoende i sitt arbete. Till skillnad från domare svarar åklagare inför justitieministerierna på förbunds- och delstatsnivå.

#### Förbundsförfattningsdomstolen
Statligt handlande får i Tyskland inte strida mot grundlagen. Författningsdomstolen vakar över att staten inte gör några övertramp. Varje medborgare kan vända sig till förbundsförfattningsdomstolen om de anser sig bevittnat statligt handlande som strider mot grundlagen. Utöver detta hanterar förbundsförfattningsdomstolen tvister mellan statliga organ och prövar nya lagar mot grundlagen genom en så kallad normkontroll. 

#### Övriga förbundsdomstolar
Förbundsdomstolarna har till uppgift att koordinera de olika delstaternas domstolar. Högsta förbundsdomstolen (Bundesgerichtshof) är den högsta överklagandeinstansen (bortsett från författningsdomstolen). 

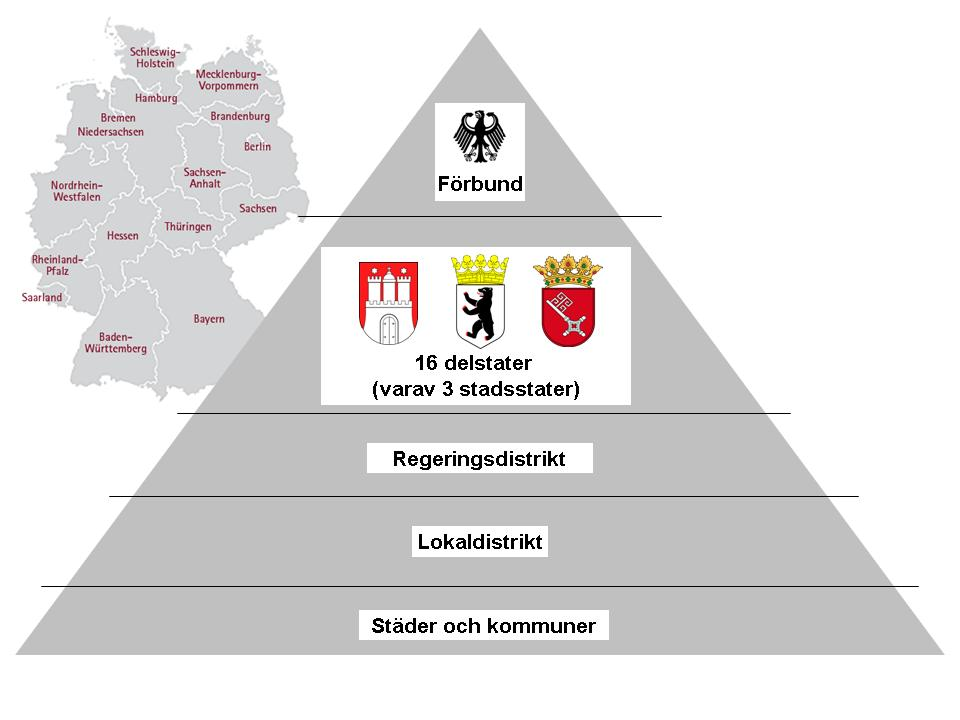
Översikt: den vertikala maktfördelningen i Tyskland

## Det politiska systemet på delstatsnivå
Varje delstat har ett eget politiskt system, egna politiska institutioner och en egen delstatsförfattning, vilka kan skilja sig åt mellan olika delstater. Gemensamt för alla delstater är att de kan utöva inflytande på den federala politiken genom förbundsrådet samt att delstaterna har bildat ett flertal gemensamma kommittéer för att kunna koordinera sitt arbete. 

### Lagstiftande organ: delstatsparlamenten
Ett delstatsparlamentet väljs av valmanskåren i den enskilda delstaten och har en mandatperiod på fyra eller fem år. De har till uppgift att kontrollera delstatsregeringen, övervaka delstatsbudgeten, välja regeringschef och, i vissa fall, de enskilda ministrarna samt stifta lagar för de enskilda delstaterna.
Förbundslagarna har alltid högre rang än delstatens egna lagar, och delstatslagarna kan endast anses vara giltiga om det inte finns en förbundslag som strider emot dem. I till exempel Hessen var dödsstraff fram till 2018 fortfarande en möjlig straffpåföljd, enligt delstatens författning, men i och med att förbundets grundlag förbjuder dödsstraff hade detta ingen reell betydelse. En liknande lag hade funnits i Bayern fram till 1998. I vissa delstater (till exempel i Bayern) kan lagar stiftas genom folkomröstningar.
På de flesta lagstiftningsområden har delstaterna mycket litet att säga till om; grundlagsändringar har lett till att delstaternas autonomi på detta plan har begränsats. Störst inflytande utövar de enskilda delstaterna genom förbundsrådet. Det är inom områdena polisrätt, kultur- och utbildningspolitik samt inom kommunal förvaltning som delstaterna har mest inflytande. I de tretton större delstaterna kallas parlamenten för lantdagar (Landtag), medan de tre stadsstaterna kallar dem för borgerskap (Bürgerschaft – i Bremen och Hamburg) eller deputeradehuset (Abgeordnetenhaus Berlin). 

#### Verkställande organ
Varje delstat har en egen regering (Landesregierung). I de stora delstaterna kallas regeringschefen för ministerpresident (Ministerpräsident) och i stadsdelstaterna för regerande borgmästare (regierender Bürgermeister – i Berlin), senatspresident eller borgmästare (Präsident des Senats eller Bürgermeister – i Bremen) eller förste borgmästare (erste Bürgermeister – i Hamburg). Regeringschefen väljs av delstatsparlamenten. Genom förbundsrådet utövar delstatsregeringarna inflytande över förbundets politik.

#### Dömande organ
I grundlagen beskrivs i vilka fall förbundet har ansvar för rättsväsendet. Om inget annat sägs är rättsskipningen alltså de enskildas förbundsländernas uppgift. Rättsväsendet i Tyskland skiljer på civilrätt och straffrätt samt på de olika områdena arbets-, finans-, social- och förvaltningsrätt. Alla förbundsländer utom Schleswig-Holstein har en egen författningsdomstol.

## Kommunal nivå
Folkets representanter på kommunal nivå kallas distriktsdag (Kreistag) eller stadsförordningsförsamling (Stadtverordnungsversammlung). De har mycket liten makt och räknas inte som oberoende lagstiftande organ. De utövar inflytande på delstats- och förbundspolitik genom intresseorganisationer, påtryckning och kommunala förbund.

## Politiska partier
Efter att kristdemokratiska CDU (med sitt bayerska systerparti CSU) regerat oavbrutet sedan förbundsrepublikens grundande, bildades 1966 den (första) stora koalitionen (die große Koalition), som innebar att CDU/CSU och socialdemokratiska SPD tillsammans bildade regering med en svag opposition som följd. Det innebar att SPD för första gången kom till regeringsmakten, och 1969 bildade SPD regering utan CDU/CSU genom att i stället ingå i koalition med liberala FDP.
1982 återkom CDU/CSU till makten med Helmut Kohl som förbundskansler sedan FDP hade avslutat samarbetet med SPD. Die Grünen kom in i den västtyska förbundsdagen 1983. FDP förlorade därför rollen som vågmästare delvis. Kohl blev 1990 det återförenade Tysklands första förbundskansler. Partiet Die Linke, som delvis har sitt ursprung i det förutvarande östtyska kommunistpartiet SED, är representerat i förbundsdagen sedan 1990.
1998 var den kohlska eran till ända då SPD vann valet tillsammans med Bündnis 90/Die Grünen och Gerhard Schröder blev ny förbundskansler. Det var en milstolpe för Die Grünen som för första gången kom till regeringsmakten. Eftersom valresultatet 2005 inte visade någon entydig segrare, enades CDU/CSU och SPD om att på nytt bilda en stor koalition. Till förbundskansler valdes Angela Merkel, partiordförande i CDU. Det är även den första kvinnan på förbundskanslerposten. Efter valet 2009 bildade kristdemokraterna under Merkel koalitionsregering med FDP i stället för SPD. Efter att FDP åkt ur förbundsdagen i 2013 års val kom CDU/CSU och SPD att ånyo bilda en stor koalition under Merkel, eftersom socialdemokraterna, som inte hade tillräckligt många mandat för att bilda koalition med Die Grünen, kategoriskt avfärdade att släppa in Die Linke i en regering och CSU å sin sida avfärdat att bilda regering med Die Grünen.
I års 2021 val (Förbundsdagsvalet i Tyskland 2021) fick CDU/CSU ett historiskt dåligt valresultat med 24,1 procent av rösterna. Det var partiets sämsta valresultat i förbundsrepubliken Tysklands historia. Efter en lång paus blev SPD igen största parti i Tyskland  med 25,7 procent av rösterna. Die Grünen (De Gröna) gick framåt och blev det tredje största partiet med 14,6 procent av rösterna.  Det liberala partiet FDP(Freie Demokratische Partei)  fick 11,5 procent av rösterna.  Ytterhögerpartiet Alternative für Deutschland (AfD) fick 10,3 procent av rösterna.  Vänsterpartiet Die Linke gjorde ett katastrofval med bara 4,9 procent av rösterna.
I somliga delstats- och distriktsparlament finns eller har funnits partier som partierna i förbundsdagen klassar som högerextrema, till exempel Deutsche Volksunion, Die Republikaner och Nationaldemokratische Partei Deutschlands. Dessutom finns flera partier som är inriktade på regionala särintressen eller på utvalda befolkningssegment (såsom pensionärer och småföretagare) samt skämtpartier.

### Uppsatser
- Werner J. Patzelt: Wider das Gerede vom „Fraktionszwang“! Funktionslogische Zusammenhänge, populäre Vermutungen und die Sicht der Abgeordneten, i: Zeitschrift für Parlamentsfragen 29 (1998), s. 323–347.
- Id., Ein latenter Verfassungskonflikt? Die Deutschen und ihr parlamentarisches Regierungssystem, i: Politische Vierteljahresschrift 39 (1998), s. 725–757.
- Id., Politikverdrossenheit, populäres Parlamentsverständnis und die Aufgaben der politischen Bildung, i: Aus Politik und Zeitgeschichte (APuZ) B7/8-1999, s. 31–38.
- Id., Reformwünsche in Deutschlands latentem Verfassungskonflikt, i: Aus Politik und Zeitgeschichte (APuZ) B28/2000, s. 3–4.
- Id., Verdrossen sind die Ahnungslosen. Viele Deutsche verachten Politik und Politiker – weil sie ihr Regierungssystem nicht verstehen, i: DIE ZEIT nr 9 från den 22 februari 2001, s. 9.
- Id., Deutschlands latenter Verfassungskonflikt. Politikverdrossenheit entsteht durch Missverständnisse, i: Die politische Meinung 379/2001, s. 51–55.

### Monografier
- Wolfgang Rudzio: Das politische System der BRD, Opladen 2000, UTB 1280, ISBN 3-8252-1280-7
- Heiderose Kilper / Roland Lhotta: Föderalismus in der Bundesrepublik Deutschland, Opladen 1995, ISBN 3-8100-1405-2
- Heinz Laufer / Ursula Münch: Das föderative System der Bundesrepublik Deutschland, Opladen 1998, UTB 2003, ISBN 3-8252-2003-6
- Manfred Görtemaker: Kleine Geschichte der Bundesrepublik Deutschland, 2002, ISBN 3-406-49538-9
- Uwe Andersen / Wichard Woyke (ed.): Handwörterbuch des politischen Systems der Bundesrepublik Deutschland, Opladen 2003, ISBN 3-8100-3670-6.
- Joachim Jens Hesse / Thomas Ellwein: Das Regierungssystem der Bundesrepublik Deutschland, Berlin 2004, ISBN 3-89949-112-2
- Kurt Sontheimer / Wilhelm Bleek: Grundzüge des politischen Systems Deutschlands, München 2004
- Manfred G. Schmidt (Hrsg.): Das politische System Deutschlands, Bonn 2007.
- Sven Leunig: Die Regierungssysteme der deutschen Länder im Vergleich, Opladen 2007